# Westmount (circonscription provinciale)
Pour les articles homonymes, voir Westmount (homonymie).
Westmount est une ancienne circonscription électorale provinciale du Québec. Elle a existé de 1912 à 1939 et de 1966 à 1994.

## Historique

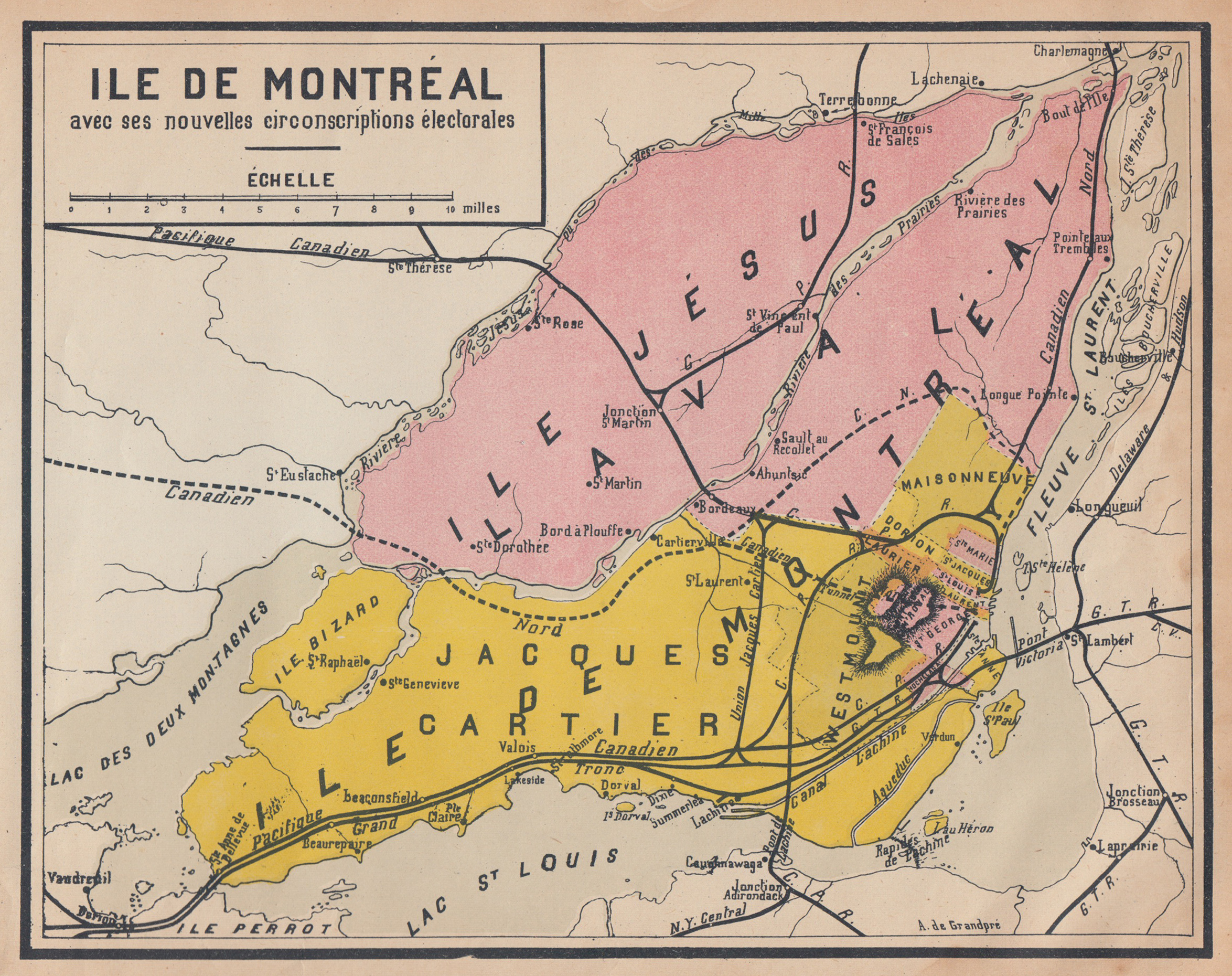
Carte des circonscriptions de l'île de Montréal en 1920. Westmount est au centre-droit, en jaune.

Créée en 1912, à la suite de l'abolition des districts électoraux d'Hochelaga et de Montréal—Saint-Georges. Elle a cessé d'exister entre 1939 et 1966 au profit du district de Westmount—Saint-Georges. En 1966, la circonscription revient sur la carte jusqu'en 1994 lors de la création de la circonscription de Westmount—Saint-Louis.

## Liste des députés

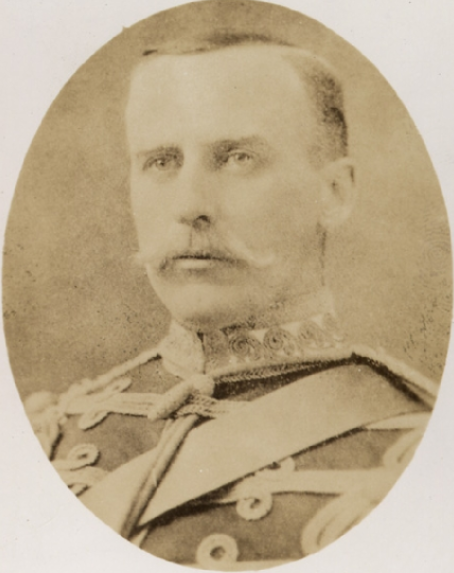
Charles Allan Smart, député de 1912-1936

| Législature                                                | Années    | Député                | Député               | Parti           |
| ---------------------------------------------------------- | --------- | --------------------- | -------------------- | --------------- |
| Westmount Créée depuis Hochelaga et Montréal—Saint-Georges |           |                       |                      |                 |
| 13e                                                        | 1912–1916 |                       | Charles Allan Smart  | Conservateur    |
| 14e                                                        | 1916–1919 |                       | Charles Allan Smart  | Conservateur    |
| 15e                                                        | 1919–1923 |                       | Charles Allan Smart  | Conservateur    |
| 16e                                                        | 1923–1927 |                       | Charles Allan Smart  | Conservateur    |
| 17e                                                        | 1927–1931 |                       | Charles Allan Smart  | Conservateur    |
| 18e                                                        | 1931–1935 |                       | Charles Allan Smart  | Conservateur    |
| 19e                                                        | 1935–1936 |                       | Charles Allan Smart  | Conservateur    |
| 20e                                                        | 1936–1939 |                       | William Ross Bulloch | Union nationale |
| Dissoute dans Westmount–Saint-Georges                      |           |                       |                      |                 |
| Recréée depuis Westmount–Saint-Georges                     |           |                       |                      |                 |
| 28e                                                        | 1966–1970 |                       | John Richard Hyde    | Libéral         |
| 29e                                                        | 1970–1973 | Thomas Kevin Drummond |                      | Libéral         |
| 30e                                                        | 1973–1976 | Thomas Kevin Drummond |                      | Libéral         |
| 31e                                                        | 1976–1981 | George Springate      |                      | Libéral         |
| 32e                                                        | 1981–1985 | Richard French        |                      | Libéral         |
| 33e                                                        | 1985–1989 | Richard French        |                      | Libéral         |
| 34e                                                        | 1989–1991 |                       | Richard Holden       | Égalité         |
| 34e                                                        | 1991–1992 |                       | Richard Holden       | Indépendant     |
| 34e                                                        | 1992–1994 |                       | Richard Holden       | Parti québécois |
| Dissoute dans Westmount–Saint-Louis                        |           |                       |                      |                 |

## Référendums
|  | 1980 | Référendum de 1980      | 13,14 % | 86,86 % | 33 282 | 87,98 % |
|  | 1992 | Accord de Charlottetown | 81,44 % | 18,56 % | 26 228 | 83,97 % |